# Бугулминско-Белебеевско възвишение
Бугулминско-Белебеевското възвишение (на руски: Бугульминско-Белебеевская возвышеность) е обширно възвишение в югоизточната част на Източноевропейската равнина, простиращо се на територията на Република Башкортостан, Република Татарстан, Самарска област и Оренбургска област в Русия. Заема обширна територия между долините на реките Белая (ляв приток на Кама) на изток и североизток, Кама (ляв приток на Волга) на север, Волга на запад и Самара (ляв приток на Волга) на юг. Средна надморска височина 200 – 400 m, максимална 420 m (54°12′25″ с. ш. 54°36′20″ и. д. / 54.206944° с. ш. 54.605556° и. д.), разположена между градовете Белебей на запад и Давлеканово на изток в Република Башкортостан. На югоизток, в района на изворите на река Самара се свързва със североизточната част на възвишението Общ Сърт. Изградено е от варовици, пясъчници и глини, със силно развити карстови форми – ували, понори, пропасти, пещери. Дълбоко всечените в него речни долини го разчленяват на отделни по-малки възвишения. От него водят началото си множество реки леви притоци на Белая (Уршак, Дьома, Чермасан, Сюн и др.), леви протоци на Кама (Ик, Зай, Шешма и др.), леви притоци на Волга (Голям Черемшан, Сок и др.), десни притоци на Самара (Голям Кинел и др.). Преобладават лесостепните и степните ландшафти. В района на възвишението се експлоатират големи находища на нефт и газ.